# Кузнецов, Ксанфий Андреевич
Кса́нфий Андре́евич Кузнецо́в (9 [22] марта 1913, Новый Дурулгуй, Читинская область — 9 марта 1984, Киев) — советский скульптор.

## Биография
Родился в семье Андрея Герасимовича Кузнецова, есаула Забайкальского казачьего войска.
Художественное образование: Иркутское художественное училище (преподаватель А. Вологдин), Московский институт прикладного и декоративного искусства, факультет монументально-декоративной скульптуры (преподаватели: Б. Ланге, М. Манизер, В. Яковлев), диплом с отличием (1949).
С 1950 года — член Союза художников СССР, участник многих выставок и конкурсов. Ряд работ сохраняется в музеях Российской федерации и Украины.
Принимал участие в восстановлении скульптурно-архитектурного убранства столицы Украины Киева, уманского парка-заповедника «Софиевка».
Умер в возрасте 70 лет 9 марта 1984 года. Был кремирован, прах похоронен в колумбарии Байкового кладбища (участок № 1, терраса № 3).

## Творческие работы
- барельеф «Евгений Вахтангов» (московский театр имени Вахтангова),
- монументальные композиции «Мир» и «Днепровский простор» («Яхтсмены»), не сохранилась[1], (обе в соавторстве, обе в Киеве возле станции метро «Днепр»)
- станковые композиции «Кузнец Вакула», «Казак», «Кобзарь», «Тарас Бульба», «Варнак», «Два матроса», «В лесу прифронтовом», портреты «Школьница», «Студент», «Старый партизан», «Литейщик», «Академик Петр Чайка», «Драматург Михаил Старицкий», «Гетман Петр Сагайдачный», «Генерал Андрей Олейников», «Профессор Вадим Телешев», «Скульптор Иван Горовой»,
- памятники Кондратию Булавину (г. Бахмут), Ленину (г. Черкассы), певцу Борису Гмыре (г. Киев),
- мемориальный комплекс (в соавторстве) «Саур-могила» (близ г. Донецка).

## Семья
- Жена — Зоя Андреевна Кузнецова (в девичестве Ямышева, род. 17.05.1907 года), выпускница консерватории, обладательница сопрано, но певческая карьера не сложилась из-за войны. Окончила юридический институт, работала в военном трибунале, регентом церковного хора.
- Дочь — Мария Ксанфиевна Кузнецова (в браке — Потехо), окончила Читинский медицинский институт в 1959 году, врач оториноларинголог высшей категории. Имеет благодарность Министра здравоохранения. Дочь со своей семьей живёт на Кубани, станица Брюховецкая.

## Изображения

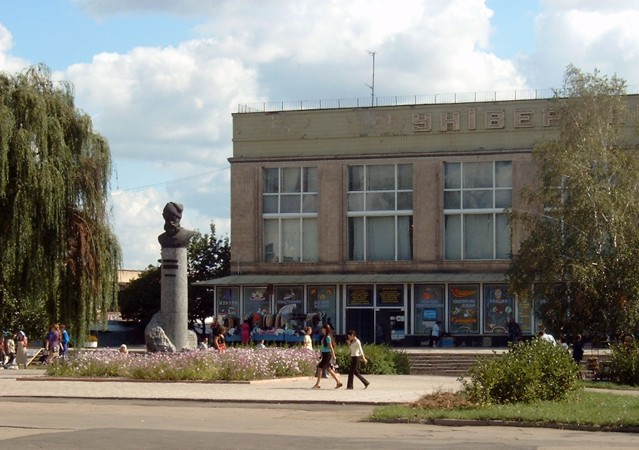
Памятник Кондратию Булавину в Артёмовске
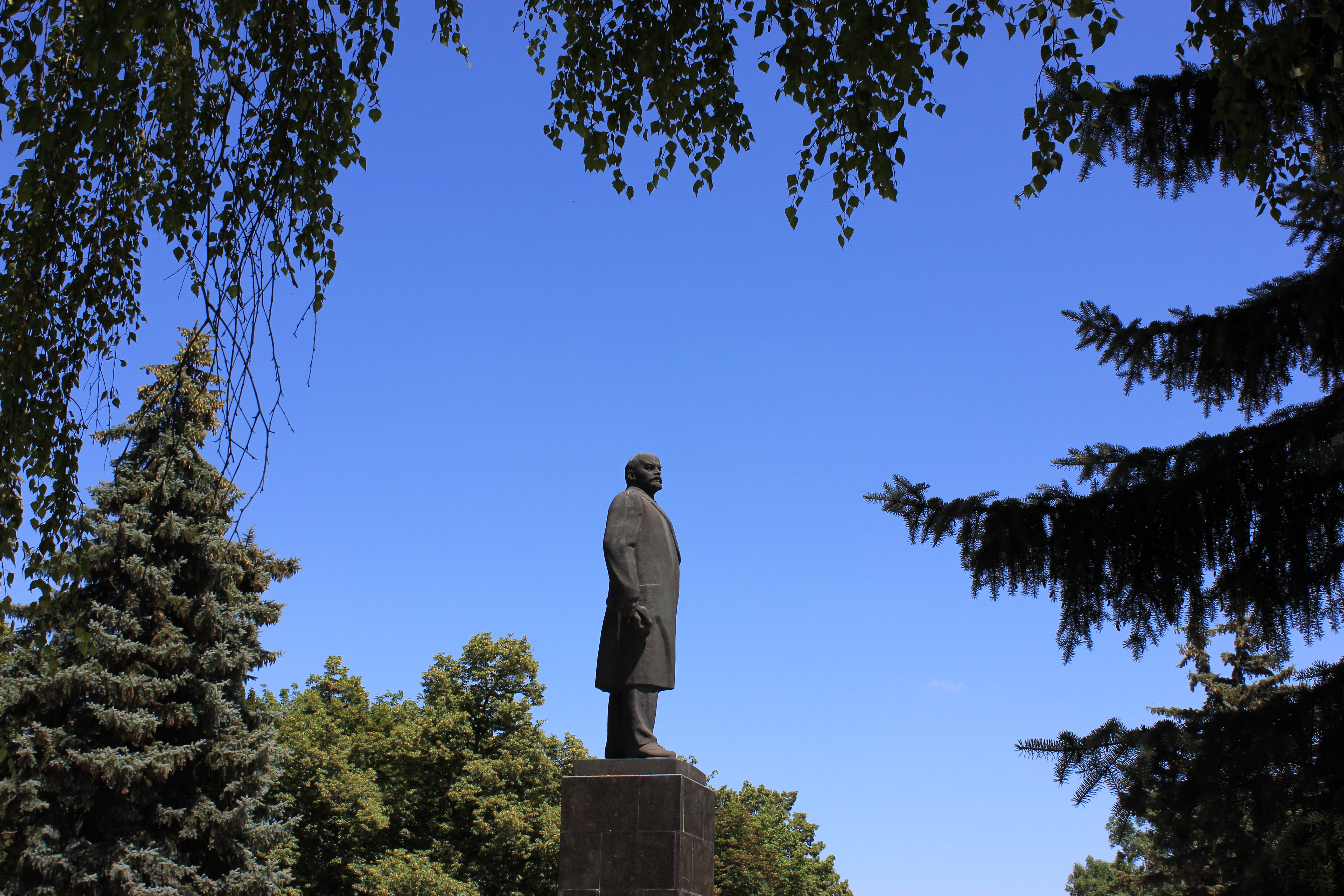
Памятник В. И. Ленину в Артёмовске
Монументальная скульптура «Мир» на станции метро «Днепр»
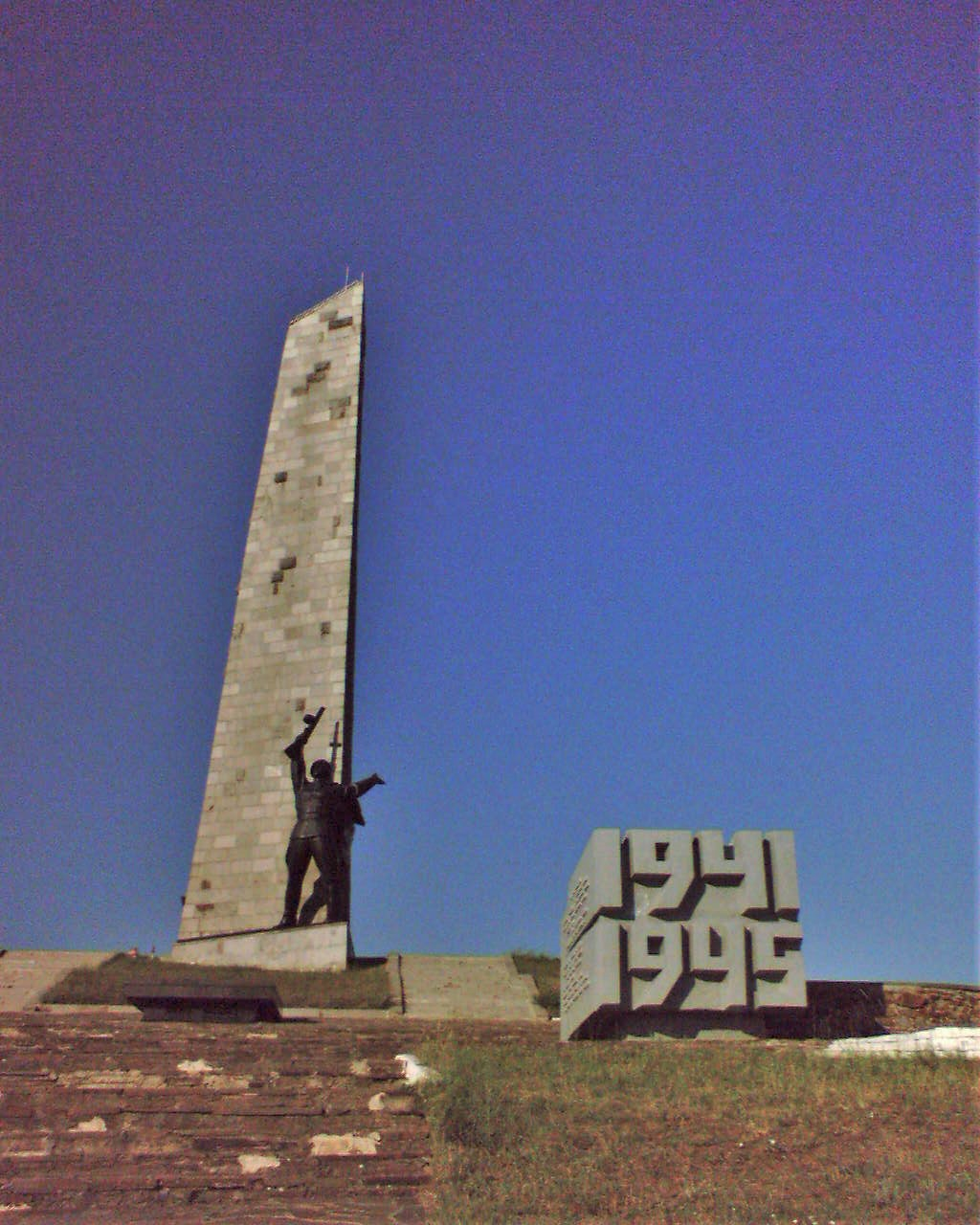
Обелиск на Саур-Могиле